# Муратов, Чапай Измайлович
Чапай Измайлович Муратов (12 июня 1939 — 14 декабря 2013) — советский и российский актёр, драматург, общественный деятель, заслуженный артист РСФСР (1986).

## Биография
Чапай Муратов родился 12 июня 1939 года в адыгейском ауле Блечепсин (Кошехабльский район). В 1962 году окончил адыгейскую студию ГИТИСа (педагог М. П. Чистяков). В том же году вошёл в труппу Адыгейского областного драматического театра (сейчас Национальный театр Республики Адыгея имени И. С. Цея), где за полвека работы в театре сыграл около ста ролей.
Написал около 10 пьес, 6 из которых были поставлены («Батыр», «Думы матери», «Вдовы», «Рабы власти» и др.) в Национальном театре Республики Адыгея, а также в Камерном музыкальном театре Майкопа и Кабардинском госдрамтеатре Нальчика. Перевёл на адыгейский язык более 10 пьес для постановки в театре. Был членом Союза писателей России.
Кроме этого, работал заместителем министра культуры Республики Адыгея, директором Адыгейского театра. Выступал с песнями и отрывками из драматических произведений для адыгов, проживающих в Турции, Иордании, США, Израиле, Сирии и других странах. 
Умер 14 декабря 2013 года.

## Награды
- Заслуженный артист РСФСР (23.10.1986).
- Заслуженный артист Кабардино-Балкарской АССР.
- Народный артист Республики Адыгея.
- Лауреат государственной премии Республики Адыгея.
- Кавалер медали «Слава Адыгеи».

## Работы в театре
- «Не было ни гроша, да вдруг алтын» А. Островского — Крутицкий
- «Собака на сене» Лопе де Вега — Теодоро
- «Дуэнья» Р. Шеридана — Теодоро
- «Чёрные розы» С. Джемала — Учитель
- «Отелло» У. Шекспира, 1981 — Отелло
- «Укрощение строптивой» У. Шекспира — Гремио
- «Скупой рыцарь» А. Пушкина — Барон
- «Не беспокойся, мама!» Н. Думбадзе, 1977 — дядя Вано
- «Ревизор» Н. Гоголя, 1980 — Бобчинский
- «Рабы власти» Ч. Муратова — Пат Хапатович
- «Святая святых» И. Друцэ — Келин
- «Счастье само не приходит» Е. Мамия — Ожбенов
- «Мэдэя» К. Натхо — Хъутат
- «Мос Шовгенов» Г. Схаплока — Мос Шовгенов
- «Вдовы» Ч. Муратова — автор
- «Четыре капли» («Заступница») Виктора Розова — Сусляков
- «Четыре капли» («Квиты») Виктора Розова, 1977 — Денисов
- «Четыре капли» («Праздник») Виктора Розова — гость
- «Сказка о храбром Кикиле» Г. Нахуцришвили, 1978 — крестьянин Тома
- «Тиль Уленшпигель» Г. Горина, 1979 — Клаас
- «Случай в метро» Э. Баэра, 1981 — Беккерман
- «Начало легенды» Е. Мамия, 1981 — Лабыше
- «Ящерица и «Две стрелы» А. Володина, 1982 — человек боя
- «Если б небо было зеркалом» Г. Лордкипанидзе по роману Н. Думбадзе (1984) — Лукая
- «Иванов» А. Чехова, 1985 — Шабельский
- «Я — тоже жизнь» («Зинуля») А. Гельмана, 1985 — Борис
- «Песни наших отцов» Н. Куека, 1986 — Исмел